# Guðfríður Lilja Grétarsdóttir
Guðfríður Lilja Grétarsdóttir, nota anche come Lilja Grétarsdóttir (Reykjavik, 10 gennaio 1972), è una politica e scacchista islandese.

## Biografia
Ha studiato storia filosofia all'Università di Harvard e all'Università di Cambridge. Dal 2009 alla fine del 2012 è stata membro del Parlamento islandese (Althing) per il collegio elettorale del sud-ovest. È stata presidente del Green Parliamentary Club e presidente della delegazione islandese all'Assemblea degli Stati artici. È stata anche membro delle commissioni per l'ambiente e per gli affari esterni. Il 31 dicembre 2012 ha annunciato le sue dimissioni dal Parlamento islandese.
Maestro Internazionale femminile di scacchi dal 2004, ha vinto 11 volte il Campionato islandese femminile (1985, 1986, 1987, 1988, 1990, 1991, 1992, 1993, 1997, 2001 e 2003).
Con la nazionale femminile islandese ha partecipato a 4 Olimpiadi degli scacchi dal 1998 al 2004 (nel 2002 e 2004 in prima scacchiera).